# Willard Greim
Willard N. Greim (Contea di Johnson, 7 agosto 1890 – Poway, 27 giugno 1982) è stato un allenatore di pallacanestro e dirigente sportivo statunitense, membro del FIBA Hall of Fame dal 2007 in qualità di contributore.
Ha guidato la AAU dal 1944 al 1947 ed è stato Presidente della FIBA dal 1948 al 1960.